# Hương Lan
Hương Lan, de nom réel Trần thị Ngọc Ánh, née le 9 mai 1956 à Saigon, est une chanteuse populaire vietnamienne,,,.

## Source de la traduction
- (en) Cet article est partiellement ou en totalité issu de l’article de Wikipédia en anglais intitulé « Hương Lan » (voir la liste des auteurs).